# Edward Lloyd
Edward Lloyd (Ciutat de Westminster, 7 de març de 1845 - Worthing, 1927) fou el tenor més famós de la seva generació a Anglaterra. Cultivà especialment el gènere de concert i oratori, actuant amb ininterromput èxit fins al 1900, any en què es retirà de la vida artística activa.